# Jessica Cutler
Pour les articles homonymes, voir Cutler.
Jessica Cutler, née le 18 mai 1978 à Syracuse (État de New York), est une blogueuse américaine. Ex-stagiaire au Capitole des États-Unis, elle est connue pour ses aventures sexuelles dans les couloirs de Washington.

## Biographie
En janvier 2004, elle rentre comme stagiaire auprès du sénateur américain Michael DeWine (en). Alors qu'elle travaille pour lui, elle commence à publier sur le blog Washingtonienne sa vie au à Washington, D.C., y compris des détails sur ses aventures sexuelles dans les couloirs du Congrès des États-Unis. Elle justifie les dons en argent de ses amants en affirmant ne pas être la seule à recevoir de l'argent pour des faveurs sexuelles, et posant la question : « Qui peut vivre avec 25 000 $ par année ? » (How can anybody live on $25K/year?).
En mai 2004, son identité est révélée dans le blogue Wonkette (en), ce qui provoque un scandale au Congrès,.
Le 21 mai 2004, le sénateur DeWine licencie Cutler pour usage inapproprié des ordinateurs du Sénat des États-Unis. Les médias la traitent durement. Par exemple, le quotidien Philadelphia Daily News la traite de « traînée de DC » (DC slut). Cutler est toutefois sereine à propos de sa popularité, indiquant que l'embarras public est libérateur, que seuls les plus âgés sont capables de réagir avec un aplomb certain (great aplomb).
À l'été 2004, Playboy la met en vedette dans une interview, Cutler posant nue.
En 2005, elle publie le récit de ses aventures en s'inspirant de ses aventures et de son blogue : The Washingtonienne: A Novel, l'ayant vendu selon des rumeurs pour 300 000 $. Un critique du Washington Post a rapporté qu'il comprend des anecdotes de vie « qui sont fraîches, amusantes et agréables à lire » (being lively, funny and agreeably in-your-face). Judy Bachrach, du quotidien The Weekly Standard écrit que c'est un récit « très candide, humoristique et perpspicace » (uncommon candor, humor, and perspicacity), qu'elle a beaucoup apprécié. En 2006, il est traduit en français sous le titre Sexe au Capitole chez Plon.
Elle se marie en 2008.
Elle écrit dans The Guardian, The Washington Post, Playgirl, Capitol File et Wonkette.

#### Essais
- (en) Herman T. Tavani, Ethics and Technology: Controversies, Questions, and Strategies for Ethical Computing, John Wiley & Sons, 2011 (ISBN 978-0-470-50950-0, lire en ligne)
- (en) Daniel J. Solove, The Future of Reputation: Gossip, Rumor, and Privacy on the Internet, Yale University Press, 1er janvier 2007 (ISBN 978-0-300-13819-1, lire en ligne)
- (en) Ted Claypoole et Theresa Payton, Protecting Your Internet Identity: Are You Naked Online?, Rowman & Littlefield, 16 novembre 2016 (ISBN 978-1-4422-6540-0, lire en ligne)
- (en) Bernhard Poerksen et Hanne Detel, The Unleashed Scandal: The End of Control in the Digital Age, Andrews UK Limited, 23 juin 2014 (ISBN 978-1-84540-765-0, lire en ligne)
- (en) Jon L. Mills, Privacy: The Lost Right, Oxford University Press, 30 septembre 2008 (ISBN 978-0-19-971021-8, lire en ligne)

#### Articles
- (en) Amy Sohn, « The Vagina Dialogues - Five Sex Columnists Compare Notes - Nymag », sur New York Magazine, 11 novembre 2005 (consulté le 2 janvier 2025)
- (en-US) Regina Lynn, « Lawsuit: Sex Blogs a Breach of Privacy? », Wired,‎ 29 novembre 2006 (ISSN 1059-1028, lire en ligne, consulté le 2 janvier 2025)
- (en-US) « The Washingtonienne Gets Wed! Wait, What? », sur Observer, 9 décembre 2008 (consulté le 2 janvier 2025)